# Heriberto Olvera
Heriberto Olvera Hernández (n. Pachuca de Soto, Hidalgo, México; 13 de mayo de 1990) es un futbolista mexicano. Juega de defensa y su equipo actual es Mineros de Zacatecas del Ascenso Mx

## Trayectoria
Fue formado en las fuerzas básicas del Pachuca. Para el Torneo Apertura 2008 fue promovido al primer plantel gracias al estratega Enrique Meza. Permaneció en la institución Tuza hasta mediados de 2010, cuando se concretó su préstamo por el Tampico Madero de Ciudad Madero. También pasó por otros equipos de Segunda como Titanes de Tulancingo, Murciélagos y Linces de Tlaxcala.
Para el Torneo Clausura 2014 regresó a Pachuca, haciendo su debut en un partido de Copa MX contra el Cruz Azul Hidalgo. El 26 de julio de ese año debuta en la Primera División de México durante la derrota por 1 gol a 0 en casa frente a los Rayados de Monterrey. 
Durante el draft de Clausura 2016, se anunció su pase a los Mineros de Zacatecas.

## Clubes
| Club                  | País      | Año         |
| --------------------- | --------- | ----------- |
| Pachuca               | México    | 2008 - 2010 |
| Tampico Madero        | México    | 2010 - 2011 |
| Titanes de Tulancingo | México    | 2011 - 2012 |
| Murciélagos           | México    | 2012 - 2013 |
| Linces de Tlaxcala    | México    | 2013        |
| Pachuca               | México    | 2014 - 2015 |
| Mineros de Zacatecas  | México    | 2016 - 2017 |
| Lobos BUAP            | México    | 2017 - 2018 |
| Atlas                 | México    | 2019 - 2019 |
| Antigua FC            | Guatemala | 2021 - 2021 |

- Datos: Q22279486